# Erich von Manstein
Erich von Manstein, pe numele său complet, dar mult mai puțin cunoscut, Fritz Erich von Lewinski (n. 24 noiembrie 1887, Berlin, Imperiul German – d. 10 iunie 1973, Icking, Bavaria, Germania) a fost un militar profesionist care devenise unul din cei mai proeminenți comandanți a forțelor armate germane (Wehrmacht) în timpul celui de-Al Doilea Război Mondial. Erich von Manstein a atins toate gradele militare posibile, până la rangul de Mareșal (în germană, Generalfeldmarschall) în 1942, cu toate că nu a fost membru al Partidului Nazist.
Nemulțumit de planul de atac al Franței al OKH în Fall Gelb, care relua Planul Schlieffen și concentra planul atacului pe aripa de nord (prin Belgia și Olanda) și la care francezii și englezii se așteptau, Von Manstein a dezvoltat o idee, care ulterior a fost acceptat ca planul Sichelschnitt (Tăietura Secerei) pentru invazia Franței care plănuia simultan și un atac din sud. Atacul din sud urma să fie executat prin pădurile din Ardeni cu tancuri, cu ocolirea Liniei Maginot. După trecerea râului Meuse trupele germane trebuiau să se deplaseze rapid până la Canalul Mânecii tăind astfel trupele franceze și Corpul Expediționar Britanic concentrate în nord, în Belgia și Flandra, așteptând un atac similar cu Planul Schlieffen și deci o reeditare a Primului Război Mondial.
Paternitatea acestui plan de operații a fost destulă vreme în dispută, din cauză ca propaganda nazistă l-a prezentat pe Hitler ca fiind creatorul Sichelschnitt. O discuție excelentă pe marginea acestui subiect se face în lucrarea "Blitzkrieg-Legende. Der Westfeldzug 1940", a istoricului militar Karl-Heinz Frieser, a cărei versiune în limba română a apărut la Editura Militară sub titlul "Mitul Blitzkrieg-ului. Campania din Vest a Wehrmacht-ului. 1940 Arhivat în 1 octombrie 2013, la Wayback Machine.".
În 1941 a primit controlul unor armate în Crimeea și Leningrad înainte de a deveni comandantul Grupului de Armate Sud. În această poziție, Manstein a reușit una din cele mai importante victorii moderne când, în pofida superiorității numerice și materiale sovietice, el a reușit să stopeze ofensiva Armatei Roșii, care continua să avanseze după victoria de la Stalingrad, reușind chiar să cucerească orașul Harkov prin contraofensiva sa proprie.
Contraofensiva care a recucerit orașul Harkov este considerată una dintre cele mai strălucite operațiuni germane din Al Doilea Război Mondial. Atacul lansat în data de 20 februarie a devenit cunoscut ca "lovitura de rever". Nikolai Vatunin, comandantul sovietic al forțelor sovietice, crezând că Manstein se va retrage, a fost luat complet prin surprindere. Până în data de 2 martie, Wehrmachtul capturase 615 tancuri și eliminase nu mai puțin de 23.000 de soldați sovietici. 
Cu toate că niciodată nu a contestat autoritatea deținută de către Hitler în poziția sa de comandant a armatei germane, von Manstein deseori a depus rezistență la unele decizii a lui Hitler, chiar în prezența statului major. Cu toate că aceste acțiuni ar fi putut să se sfârșească cu degradarea lui, Manstein a fost unul din puținii generali care își demonstrase valoarea în ochii lui Hitler. Ulterior, diferențele sale de opinie cu Hitler despre principii de strategie au dus la concedierea lui în 1944.
După război, un tribunal militar britanic l-a condamnat la 18 ani de închisoare în 1949 pentru comiterea de crime de război, însă a fost eliberat după doar patru ani, oficial din cauza unor probleme medicale. Revenit în Germania, Erich von Manstein a lucrat în calitate de consilier militar al guvernului Germaniei de Vest și a participat esențial la crearea noii armate federale Bundeswehr; a devenit comandantul onorific al noii armate federale germane, concepută primordial ca o armată de apărare.

## Decorații
- Ordinul Militar „Mihai Viteazul”, clasa III (25 noiembrie 1941) „pentru modul strălucit cum a condus operațiunile după trecerea Niprului, la Marea de Azov și în Crimeea”[10]